# Imre Csáky
Imre Csáky (né le 28 octobre 1672 au château de Spiš en Slovaquie, alors en Royaume de Hongrie, et mort le 28 août 1732 à Nagyvárad) est un cardinal hongrois du XVIIIe siècle.

## Biographie
Imre Csáky est chanoine au chapitre cathédral d'Eger, curé à Cassovie, chanoine à Esztergom et abbé de Szentgotthárd.  Il est élu évêque de Nagyvárad (Oradea) en 1703. Imre Csáky est promu à l'archidiocèse de Kalocsa-Bács  en 1714. Il est aussi administrateur d'Eger.
Le pape Clément XI le crée cardinal in pectore lors du consistoire du 12 juillet 1717. Sa création est publiée le 1er octobre 1717.
Il participe au conclave de 1721, lors duquel Innocent XIII est élu pape, mais ne participe pas à celui de 1724, lors duquel Benoît XIII est élu, ni à celui de 1730 (élection de Clément XII).

## Source
- Fiche du cardinal sur le site fiu.edu